# 济南轨道交通1号线
济南轨道交通1号线（又称济南地铁1号线），工程名为R1线。开工前部分文件也称其为济聊城际轨道交通济南至长清线，是中华人民共和国济南市的第一条地铁线路，线路标志色为丁香紫色。

## 线路概况
1号线一期工程全长26.27公里，共设11站。于2019年4月1日开通初期运营。
1号线一期工程南起工研院站，北至方特站。线路沿丹桂路、海棠路、刘长山路、齐鲁大道敷设，沿线串联了创新谷、大学城和济南西站等片区，支撑了西部城区的发展。全长26.27km，其中高架线长16.2km，过渡段长0.2km，地下线长9.87km。共设车站11座，高架车站7座，地下车站4座。设范村车辆基地1处，控制中心1座，在池东站、演马庄西站预留延伸条件。
1号线是济南市的第一条地铁线路，但与大部分城市第一条地铁线路建设在中心城区不同，济南地铁1号线位于市区西部、全线都距中心城区较远，因此又被网友戏称为“郊区通往郊区的地铁”。

## 沿革
- 2013年12月29日，济南轨道交通R线建设在位于长清区崮云湖街道前大彦村启动，北京城建勘测技术研究院开始进行线路的勘测工作[6]
- 2015年7月16日，试验段土建工程开工。[7]
- 2015年11月10日，一期工程全线开工建设。[8]
- 2018年底，线路正式定名为为1号线。[9]
- 2019年1月1日，一期工程（方特站—工研院站）开通试运行。[10][11]
- 2019年1月2日，一期工程对外开放试乘体验。
- 2019年4月1日，一期工程开通商业运营。[3]
- 2021年3月26日，济南地铁2号线开通，1号线末班车时间从21:30随之延长至22:00。

## 运营
运营时间为每日6:00-22:00，同步对向始发，工研院-方特方向为上行、方特-工研院方向为下行。
行车间隔为高峰时7分45秒，平峰时最小8分30秒。工作日7:00-9:00、17:00-19:30为高峰、其他时间为平峰；双休日及节假日全天平峰。
方特站列车停站时间为高峰时180秒，平峰时210秒。工研院站停车时间为上行60秒，下行120秒。大学城站、济南西站停车时间为50秒。园博园站、王府庄站、大杨站停车时间为45秒。创新谷站、赵营站、紫薇路站、玉符河站停车时间为35秒。部分车站为方便换乘，实际停车间隔会有所调整。

## 车站
| 车站     | 行政区 | 车站类型     | 里程 (千米) | 图片 | 总建筑面积 (平方米) | 换乘线路                        | 换乘形式                 |
| -------- | ------ | ------------ | ----------- | ---- | ------------------- | ------------------------------- | ------------------------ |
| 方特站   | 槐荫区 | 地下两层岛式 | 0           |      | 18796               | 不適用                          | 不適用                   |
| 济南西站 | 槐荫区 | 地下三层岛式 | 1.22        |      | 10945               | █ 6号线(建设中) █ 4号线(建设中) | 站厅层通道换乘、出站换乘 |
| 大杨站   | 槐荫区 | 地下两层岛式 | 2.70        |      | 28146               | █ 4号线(建设中)                 | 未知                     |
| 王府庄站 | 槐荫区 | 地下两层岛式 | 未知        |      | 16246               | █ 2号线                         | 双岛换乘                 |
| 玉符河站 | 市中区 | 高架三层岛式 | 未知        |      | 7280                | 不適用                          | 不適用                   |
| 赵营站   | 长清区 | 高架三层岛式 | 14.48       |      | 7314                | 不適用                          | 不適用                   |
| 紫薇路站 | 长清区 | 高架三层岛式 | 17.77       |      | 6568                | 不適用                          | 不適用                   |
| 大学城站 | 长清区 | 高架三层岛式 | 19.54       |      | 6978                | 不適用                          | 不適用                   |
| 园博园站 | 长清区 | 高架三层岛式 | 21.24       |      | 7608                | 不適用                          | 不適用                   |
| 创新谷站 | 长清区 | 高架三层岛式 | 24.11       |      | 6568                | 不適用                          | 不適用                   |
| 工研院站 | 长清区 | 高架三层岛式 | 26.27       |      | 9202                | 不適用                          | 不適用                   |

## 车辆

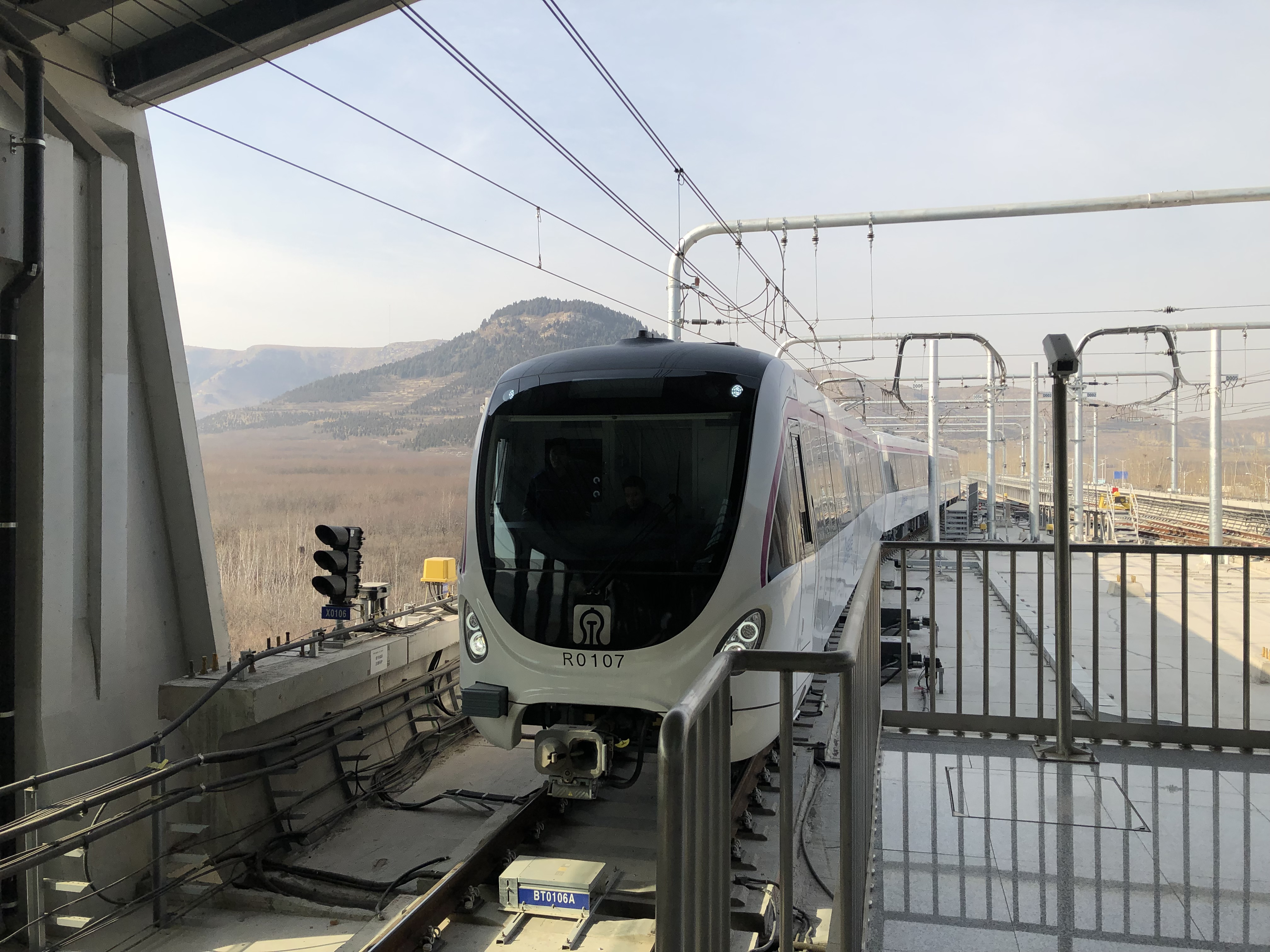
济南地铁1号线列车

线路轨距为1435mm，采用4辆编组B2型车，最高时速100km/h，直流1500V接触网受流供电方式。

## 施工标段
一期工程划分为4个标段：
- 试验段：池东站、池东站～前大彦站区间（含站后折返线）、前大彦站、前大彦站～园博园站区间、园博园站（3站2区间），规模约5.27公里，中国建筑第八工程局有限公司中标。
- 高架段（试验段除外）：高架段（试验段除外）车站及区间的土建工程施工（试验段除外），规模约12公里，中国建筑第八工程局有限公司中标。
- 地下段一标段：入地点-王府庄站地下盾构区间、王府庄站、王府庄站-大杨庄站盾构区间、大杨庄站（2站2区间），规模约5公里，中铁十四局集团有限公司中标。
- 地下段二标段：大杨庄站-济南西站区间、济南西站（已建成）、济南西站（已建成）-演马庄西站区间、演马庄西站（2站2区间），规模约4公里，中铁十局集团有限公司中标。

## 图片

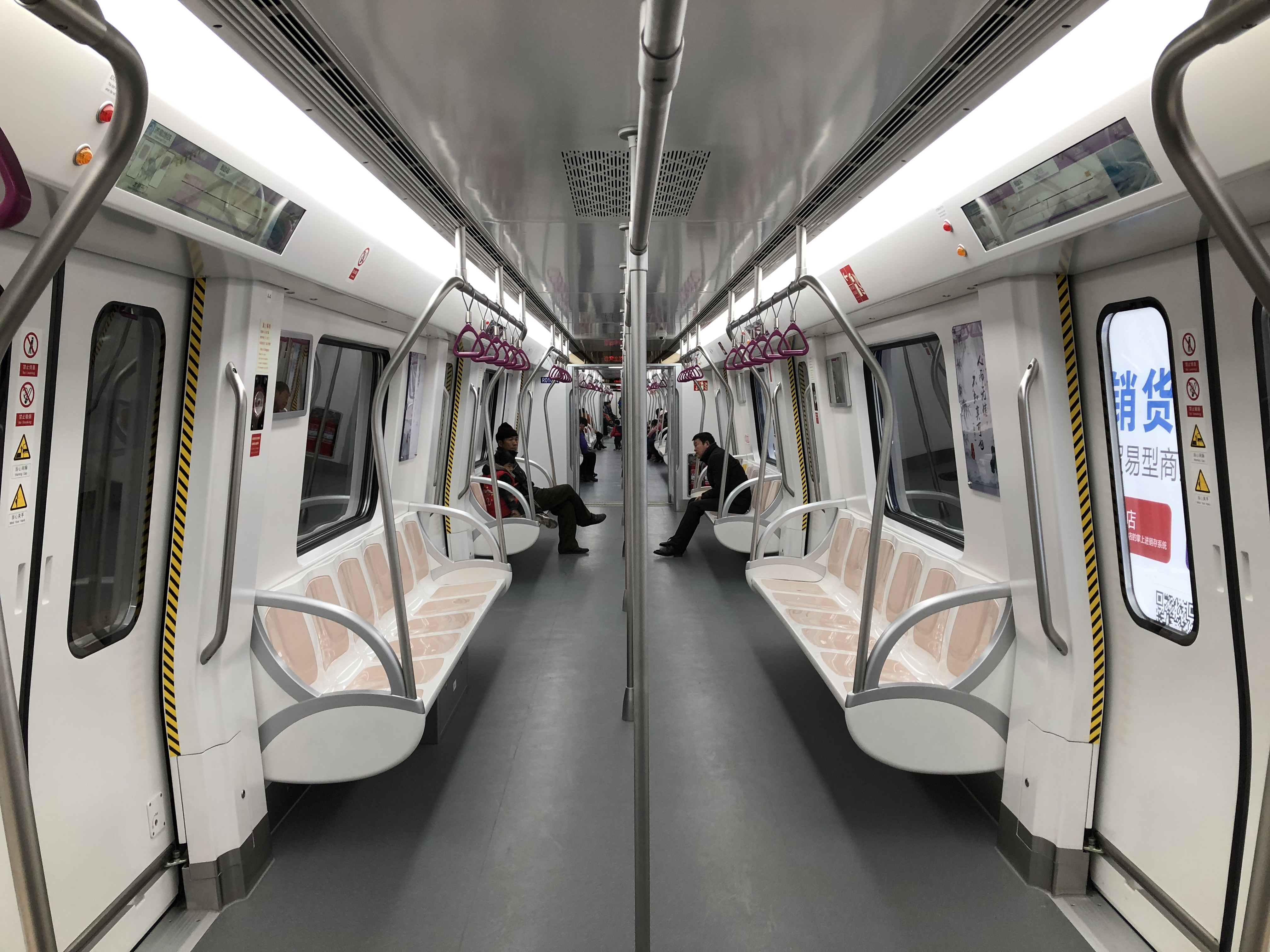
列车内部
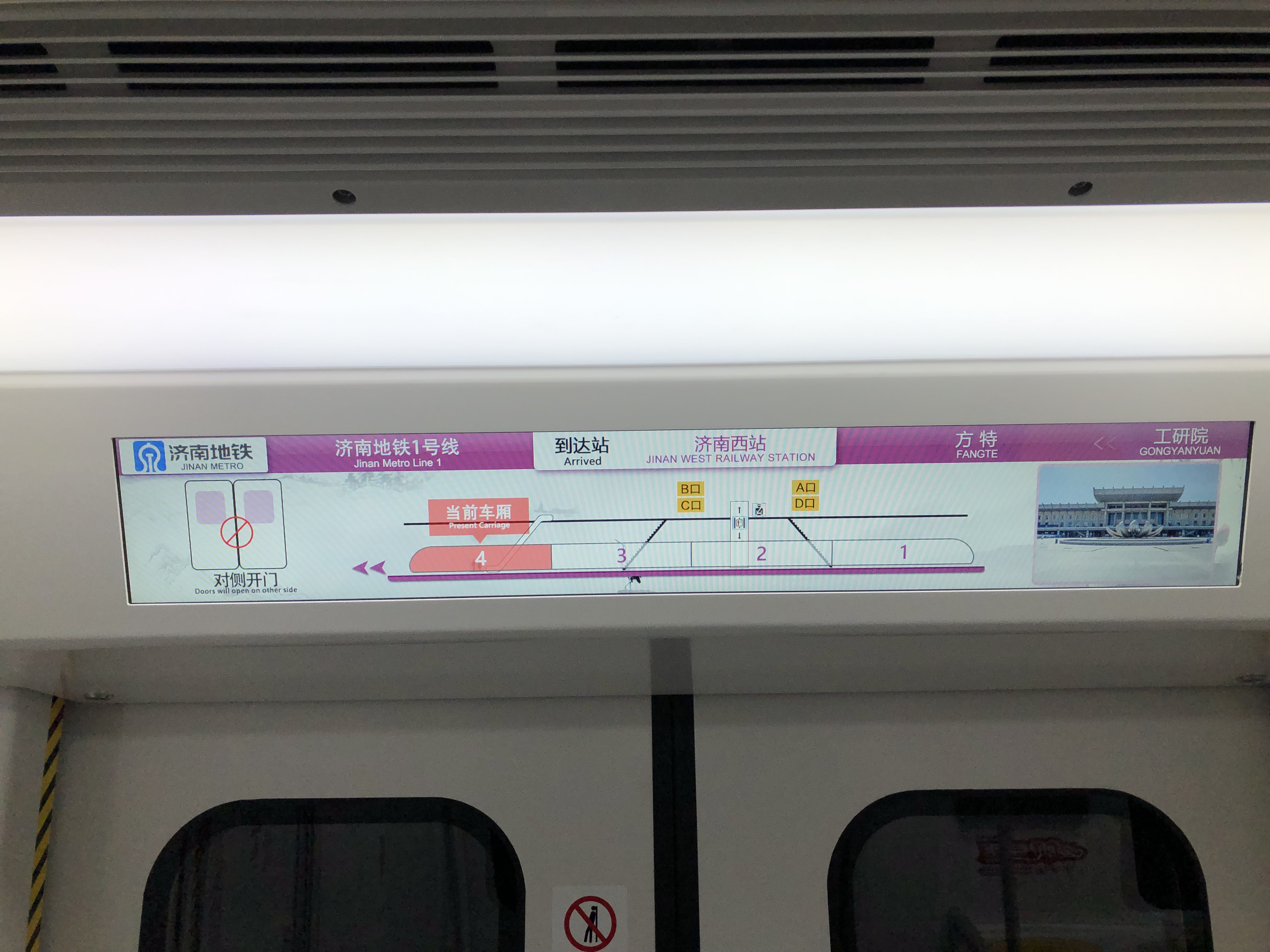
列车内显示屏
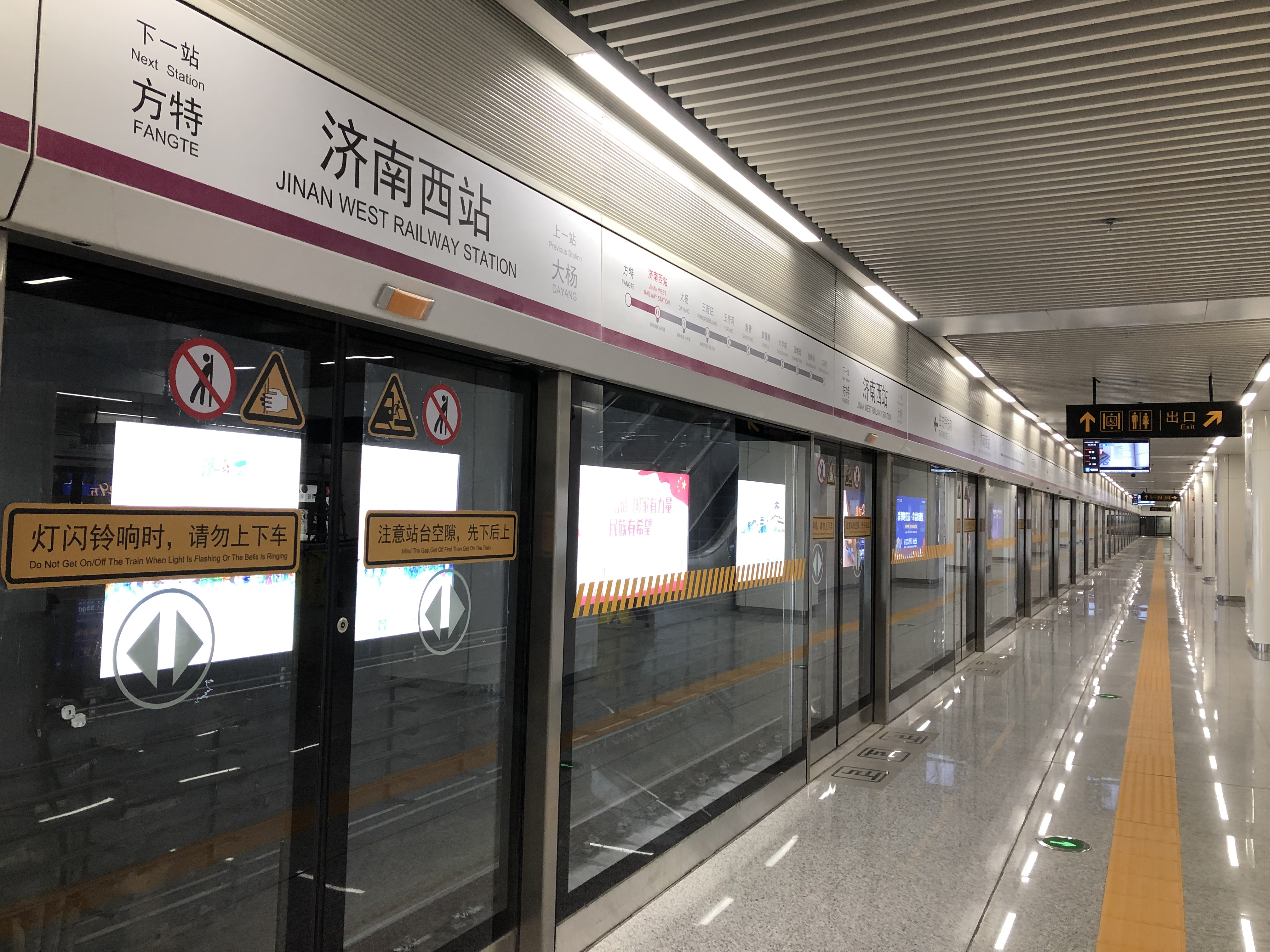
地下站台（济南西站）
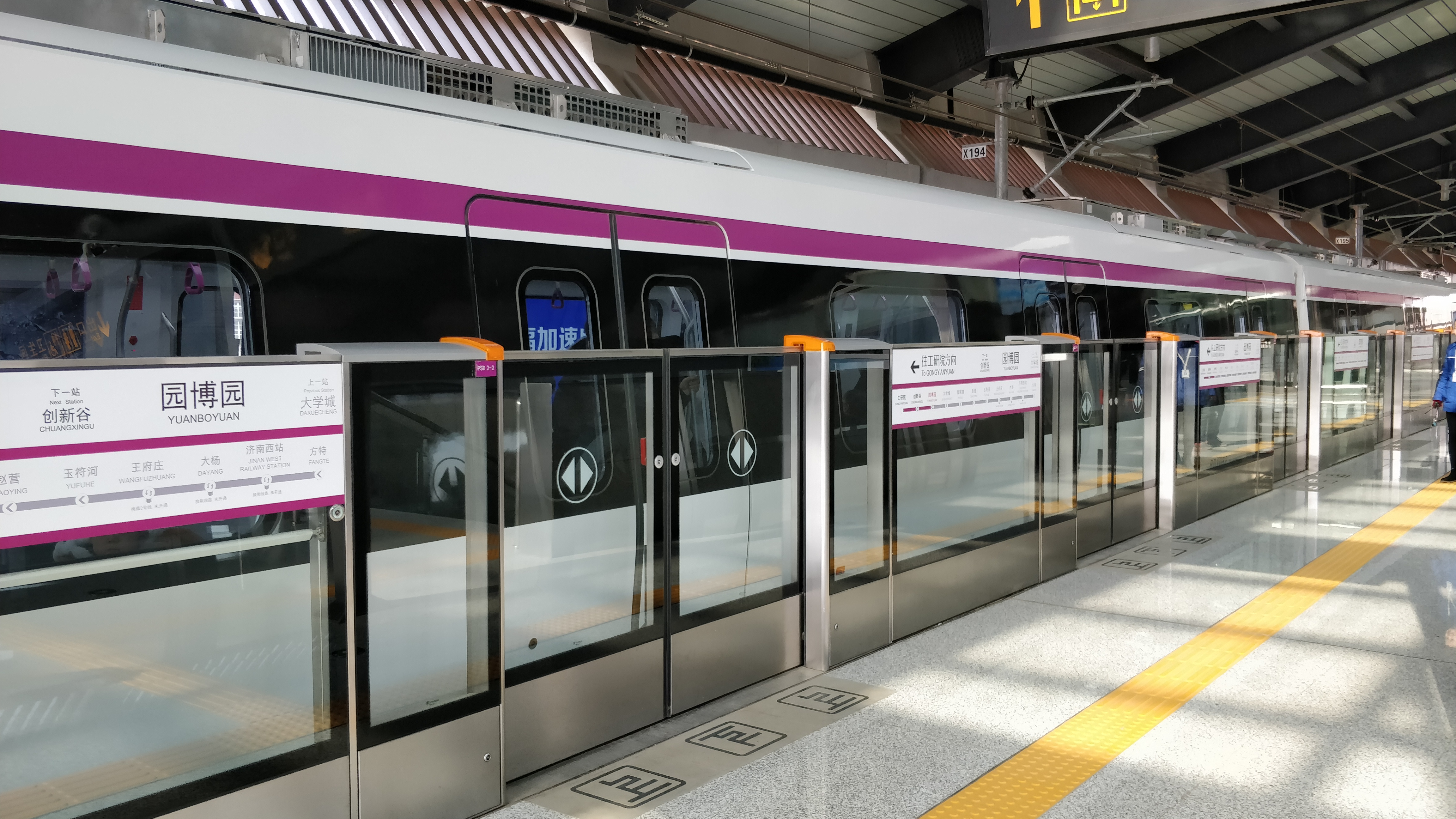
地上站台（园博园站）
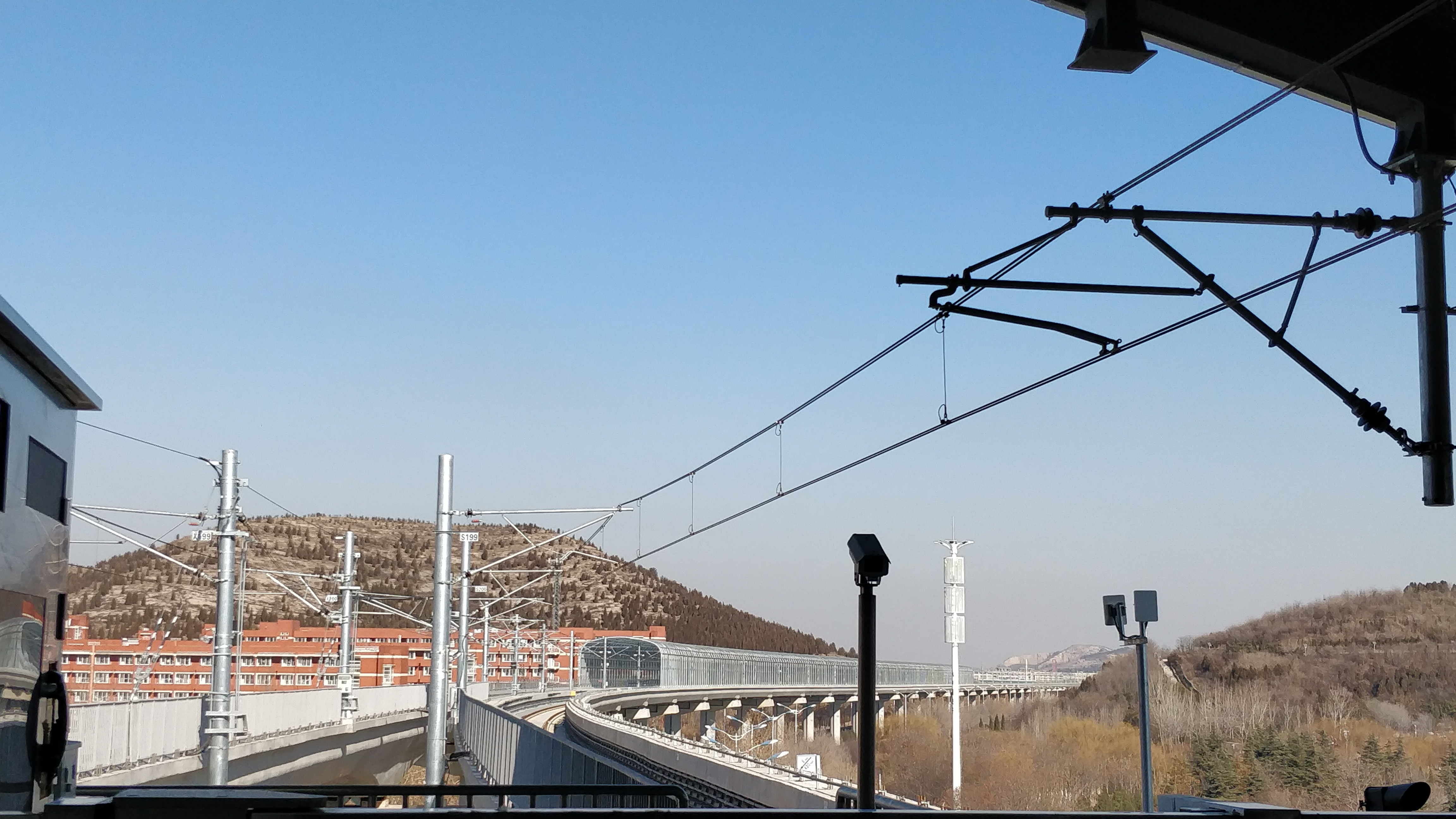
地上轨道